# Lajtha László
Lajtha László, született Leitersdorfer János László (Budapest, 1892. június 30. – Budapest, 1963. február 16.) Kossuth-díjas magyar zeneszerző, népzenekutató, zenepedagógus, Lajta Béla (1873–1920) építész unokaöccse.

## Élete
Leitersdorfer Lipót (Pál) kereskedő (1861–1939) és Wiesel Ida (1871–1944) gyermekeként született. Apai nagyszülei Leitersdorfer Dávid és Ungár Terézia voltak. Édesanyja 1944 decemberében öngyilkos lett.
A Liszt Ferenc Zeneművészeti Főiskolán Herzfeld Viktor és Szendy Árpád növendéke volt. Zenei tanulmányait Lipcsében (1910), Genfben (1911), majd több alkalommal Párizsban folytatta, ahol Vincent d’Indy tanítványa volt. 1913-ban a Budapesti Tudományegyetemen közgazdasági doktorátust szerzett, ugyanez évben a Magyar Nemzeti Múzeum hangszertárának őre lett. Népzenegyűjtő tevékenységét az 1910-es évek elején kezdte meg, együttműködve Bartókkal és Kodállyal. Egy ideig a Néprajzi Múzeum igazgatója is volt. 1919-től a Nemzeti Zenede tanára volt, 1945-től 1949-ig pedig igazgatója, ahol tanítványa volt többek között Ferencsik János, Tátrai Vilmos, Starker János és Kórodi András.
1919. április 22-én Budapesten, a Terézvárosban házasságot kötött Hollós Róza Stefánia Emíliával.

## Elismerései, díjai
1951-ben Kossuth-díjjal tüntették ki, de nem zeneszerzőként, hanem népzenegyűjtésért. A díjat először nem akarta átvenni, de attól félve, hogy baj éri a visszautasítás miatt, mégis átvette. A kapott díjat még szegényebben élő zenészek közt osztotta szét.
1955-ben a Francia Akadémia levelező tagjává választotta.

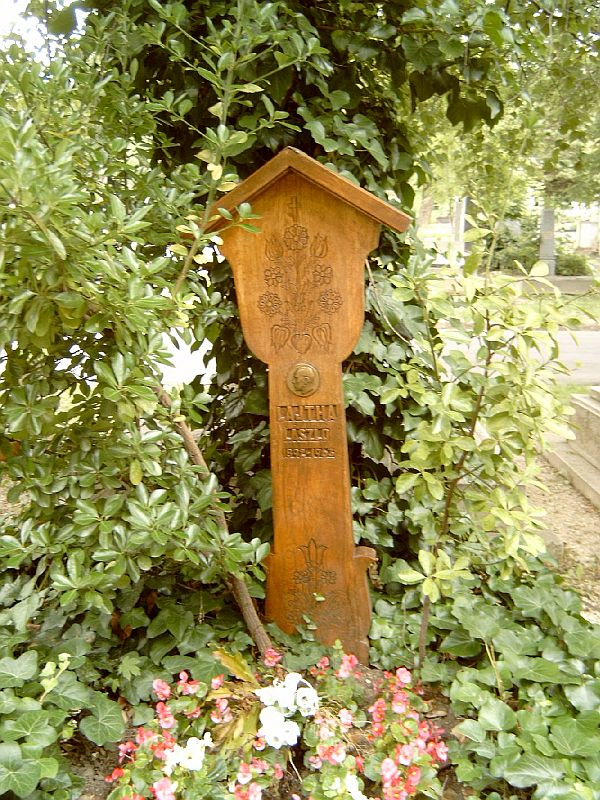
Lajtha László sírja Budapesten. Farkasréti temető: 8/3-1-157/158. Ohmann Béla alkotása

2001-ben posztumusz Magyar Örökség díjban részesült.
2015. június 30-án, születésének évfordulóján a budapesti Károlyi-kertben felavatták szobrát, melyet Gálhidy Péter szobrászművész alkotott.

## Főbb művei

### Zeneművek

#### Zongoraművek
- Op.1. Egy muzsikus írásaiból. Kilenc fantázia zongorára (1913)
- Op.2. Mesék zongorára (1914)
- Op.3. Zongoraszonáta (1914)
- Op.14. Hat zongoradarab (1930)
- Op. n.: Mesék zongorára II. sorozat (1914–1918) elveszett
- Prélude zongorára. Andante con moto (1918)
- Három bölcsődal zongorára (énekhangra és zongorára, 1955–1957)

#### Kamarazene
- 10 vonósnégyes. Megjelent az Auer quartett előadásában a Hungarotonnál.

Hárfaötösük és trió.

#### Kamarazenekari művek
- Op.33. Szimfónia (“Les Soli”) vonószenekarra, hárfára és ütőhangszerekre (1941)
- Op.43. Sinfonietta vonószenekarra (1946)
- Op.62. II. Sinfonietta vonószenekarra (1956)

#### Szimfonikus zenekari művek
- Op.19b Zenekari szvit (a Lysistrata c. balettből, 1933)
- Op.19c Zenekari nyitány (a Lysistrata c. balettből, 1933)
- Op.21b Hortobágy zenekarra (1935)
- Op.24. Symphonie (1936)
- Op.25. Divertissement pour orchestre (1936)
- Op.27. II. Szimfónia (1938)
- Op.35. In memoriam. Zenekari darab (1941)
- Op.38b II. Zenekari szvit (A négy isten ligete c. balettből, 1943)
- Op.44. Variations pour orchestre sur un thème simple „Les tentations” (1947–1948 ) A Murder in the cathedral c. filmzene része.
- Op.45a III. Szimfónia (1948) A Murder in the cathedral c. filmzene része.
- Op.52. IV. Szimfónia („Tavasz”, 1951)
- Op.55. V. Szimfónia (1952)
- Op.56. III. Zenekari szvit (1952)
- Op.61. VI. Szimfónia (1955)
- Op.63. VII. Szimfónia („Forradalom”, 1957). Eredeti címe „Mártírok siratója”, majd a szerző „Ősz”-re módosította barátok tanácsára. Harmadik tétele a Marseillaise kezdő motívumával indul és harangkondítással induló zsoltár harmadszori ismétlése végén a magyar himnusz első sora következik. A magyar szónál a zenekar hatalmas erővel eltapossa. Egyetlen hazai előadása után csak 1990. október 23-án következett a második előadás, a teljes akkori kormány jelenlétében. 2008-ig nem volt újabb előadás. CD-n csak a Naxos cég adta ki mind a 9 szimfóniát, a Pannon Filharmonikusokkal, uruguay-i karmesterrel (Nicolas Pasquet). Figyelemre méltó párhuzam: Sosztakovics: XI. szimfónia, „Az 1905-ös év” (1957). Rosztropovics információja szerint (a szimfóniák első CD-n megjelent összkiadásának mellékletén olvasható: az '56-os magyar forradalom emlékének szentelte a zeneszerző és erre a műben felhasznált katonadalok szövege is utal.
- Op.66. VIII. Szimfónia (1959)
- Op.67. IX. Szimfónia (1961)

#### Egyházi zene
- Op.8. Motet pour chant (Mezzo-Soprano, Contralto ou Baryton) avec accompagnement de piano ou d’orgue (1926) – mezzoszoprán, alt vagy bariton szóló, zongora- vagy orgonakíséret (bibliai szövegek)
- Op.50. Missa in tono phrygio “Missa in diebus tribulationis” (1950) – vegyeskar, zenekar. A Zuglói Filharmónia Szt. István kórusának és zenekarának előadásában, Záborszky Kálmán vezető karnagy vezényletével jelent meg Hungaroton CD-n.
- Op.54. Missa pro choro mixto et organo (1952) – vegyeskar, orgona. (A 60-as és 70-es években többször elhangzott a belvárosi ferences templom Liszt Ferenc kórusának előadásában, Gergely Ferenc csodálatos orgonakíséretével és szólóival, Dr. Bucsi László pap-karnagy vezényletével. Amíg élt, a zeneszerző ott volt a miséken, amikor ez a műve elhangzott.)
- Op.60. Magnificat női karra és orgonára (1954) – női kar, orgona
- Op.65. Trois hymnes pour la Sainte Vierge (1958) – női kar, orgona (szövegek: Anonymus Zagrabiensis, Anonymus Gallicus, Petrus Cardinalis Pázmány)

#### Kórusművek és énekes művek
- Op.16. Esti párbeszéd. A hegylakók (1932) – vegyeskar (szöveg: Áprily Lajos)
- Op.23. Deux chœurs pour voix mixtes sans accompagnement sur deux poèmes de Charles d’Orléans (1936) – vegyeskar
- Op.29. Quatre madrigaux pour voix mixtes sur textes de Charles d’Orléans (1939) – vegyeskar
- Op.32. Hol járt a dal? Kórusmű négyszólamú a capella vegyeskarra (1940)
- Op.34. Három noktürn énekhangra fuvola, hárfa és vonósnégyes kísérettel (1941) – (szoprán hangra)
- Op.n. Vocalise-Étude (1930) – ének-zongora
- Három bölcsődal zongorára (énekhangra és zongorára, 1955–1957)

#### Opera
- Op.51. A kék kalap. Vígopera két felvonásban (1948–1950) (szöveg: Salvador de Madariaga) Budapesten kétszer adta elő a Kolozsvári Magyar Opera Társulata, egyszer a Thália Színházban, egyszer pedig koncertszerű előadás keretében az Erkel Színházban a MagyarFeszt záróeseményeként 2017. május 22-én. Utóbbiról hangfelvétel készült, melyet előreláthatólag 2017 októberében jelentet meg az Operaház.

#### Balett
- Op.19a Lysistrata – balett egy felvonásban (1933) – nagyzenekar (szöveg: Lajtha László-Áprily Lajos, Arisztophanész nyomán)
- Op.38a Négy isten ligete. Tánckomédia egy felvonásban (1943) – nagyzenekar, zongora négykezes. A mű ősbemutatója 2013. január 24-én volt a Művészetek Palotájában. Rendező: Galgóczy Judit; karmester: Dénes István; videó látvány: Wallner Ottó; Szereplők: M. Kecskés András, Góbi Rita, Samu Kristóf.
- Op.39. Capriccio [Bábszínház]. Balett egy felvonásban (1944) – nagyzenekar, zongora négykezes. Három zenekari szvit is készült belőle.

#### Filmzenék
- Op.21a Hortobágy (1935) – nagyzenekar (rendező: G. Hoellering, forgatókönyv: Móricz Zsigmond)
- Op. 45b Murder in the cathedral (1948) – nagyzenekar (rendező: G. Hoellering, forgatókönyv: T. S. Eliot)
- Kövek, várak, emberek (1955) (rendező: Szőts István)

#### Népdalfeldolgozások
- Mikor Csíkból elindultam

## Írásai, tudományos művek
Önálló kötetek, cikkek, tanulmányok a népzenével kapcsolatban és más zenei témákban.
Kötetek:
- Játékország. Molnár Imrével, Horváth Jenő rajzaival. 1929 (reprint: 1990)
- 300 magyar népdal. Kézirat (lappang?, elveszett?)
- Népzenei Monográfiák I. Szépkenyerűszentmártoni gyűjtés 1954
- Népzenei Monográfiák II. Széki gyűjtés 1954
- Népzenei Monográfiák III. Kőröspataki gyűjtés 1955
- Népzenei Monográfiák IV. Sopron megyei virrasztó énekek 1956
- Népzenei Monográfiák V. Dunántúli táncok és dallamok I. 1962
- Népzenei Monográfiák VI. Dunántúli táncok és dallamok II. 2005
- Lajtha László összegyűjtött írásai; sajtó alá rend., bibliográfiai jegyz. Berlász Melinda; Akadémiai, Budapest, 1992
- Ős és utód nélkül. Fábián László írásai Lajtha Lászlóról. A Lajtha házaspár és Fábián László levelezése; szerk., előszó Solymosi Tari Emőke; OSZK–Gondolat, Budapest, 2014
- Lajtha László írásai, 1-2.; szerk. Berlász Melinda, közrem. Biró Viola, Ozsvárt Viktória; Rózsavölgyi–ELKH BTK ZTI, Budapest, 2021

A Lajtha-hagyatékot a Hagyományok Házában őrzik.